# 日本のウェブコミック配信サイト一覧
日本のウェブコミック配信サイト一覧（にほんのウェブコミックはいしんサイトいちらん）では、日本のウェブコミック配信サイトを一覧としてまとめる。
日本における商業漫画作品の初出掲載場所は、1990年代半ばまで漫画雑誌がその殆どを占めていた。2000年代以降はインターネットの発展に伴い商業漫画作品をウェブコミックとして発表するケースが増えており、ウェブサイト・電子書籍が漫画雑誌の代わりとしての機能を持つようになっている。そこで、本項目では以下の条件に該当するウェブサイト・電子書籍を記載することとする。
1. ウェブサイトを「企業」か「自治体」が経営している。
2. 電子書籍ストアの紹介サイトではない。

以下、無料・有料を混在して表記し、リストは企業・自治体の五十音順で表記する。

## 配信中のウェブコミック配信サイト
- アース・スター エンターテイメント
  - コミック アース・スター（2015-）[1]
- 秋田書店
  - チャンピオンクロス ※コミチとの共同運営。2024年4月23日にマンガクロス（2018-）からリニューアル
  - Souffle（2018[注 1]-）
  - ヤンチャンWeb（2023[2]-）※コミチとの共同運営
- アムタス
  - めちゃコミック クリエイターズ（2021-）※漫画投稿サイト。
- アルファポリス
  - アルファポリス（公式漫画2010[注 2]-／投稿漫画2014-）[1]※小説・漫画の投稿サイト
- イースト・プレス
  - マトグロッソ（2010-）
  - COMICポルタ（2024-[3]）
- 一迅社
  - ゼロサムオンライン（2011-）[1]
  - 一迅プラス（2021-）[1]
- 岩手県
  - コミックいわてWEB（2013-）※銀杏社との共同運営
- エコーズ株式会社
  - マンガハック ※漫画投稿サイト。
- NHN comico
  - comico（2013-）[1]
- 太田出版
  - Ohta Web Comic（2011-）※2016年7月29日に『ぽこぽこ』からリニューアル
- オーバーラップ
  - コミックガルド（2013-）[1]※2015年8月21日以前はウェブサイト固有の名称は無く、2016年12月22日に『オーバーラップComicONLINE』からサイト名変更
- カカオピッコマ
  - ピッコマ（2016-）[1]
- KADOKAWA
  - コミックエッセイ劇場（2005-）[1]※2013年9月まではメディアファクトリーより配信
  - カドコミ（2014-）[1]※旧名称はComicWalker
  - COMICフルール（2014-）※BL誌
  - コミックNewtype（2015-）※2016年7月1日に無料電子コミック誌『角川ニコニコエース』を吸収合併
  - webエース【ヤングエースUP／少年エースplus／TYPE-MOONコミックエース】（2015-[4]）
  - ダ・ヴィンチWeb
- キルタイムコミュニケーション
  - コミックヴァルキリーWeb版（2012-）※電子コミック誌版との時差配信
  - コミックブリーゼ
- 銀杏社
  - 漫画街（2003-）
  - コミックいわてWEB（2013-）※岩手県との共同運営
- グランゼーラ
  - マンガ・ヨメール ※漫画投稿サイト。
- 幻冬舎
  - 幻冬舎plusサイト内（2009-） ※2013年11月に『Webマガジン幻冬舎』からリニューアル
- 幻冬舎コミックス
  - ルチルオフィシャル内ルチルSWEET（2009-） ※BL誌、電子コミック誌版との時差配信
  - comicブースト（2015-）[1]※2019年1月に『デンシバーズ』からリニューアル
- 講談社
  - マガジンポケット（2015-）[1]
  - コミックDAYS（2018-）[1]
  - DAYSNEO（2018-）[1]※漫画投稿サイト
- コアミックス
  - ゼノン編集部（2019-）
- 光文社
  - COMIC熱帯（2021-）[1]
- 株式会社コミチ
  - コミチ ※漫画投稿・販売サイト
- コミックスマート
  - GANMA!（2013-）
- Cygames
  - サイコミ（2017-）[1]
- ジーオーティー＆コミチ
  - COMIC MeDu（2017-）
- 実業之日本社
  - J-enta COMICリュエル&COMICジャルダン（2014-）
- 集英社
  - となりのヤングジャンプ（2012-）[1]
  - 少年ジャンプ+（2013-）[1]※2014年9月にジャンプLIVEから移行
  - デジマ（2013-）[1]※2018年3月にマーガレットBOOKストア！内のマーガレットchannelから移行
  - ジャンプルーキー!（2014-）※漫画投稿サイト
  - あしたのヤングジャンプ（2015-）[1]※漫画投稿サイト
  - マンガMeets（2020-）※漫画投稿サイト
- 主婦と生活社
  - パチクリ！（2017-）
  - PASH UP!（2020-）
- 小学館
  - やわらかスピリッツ（2012-）[1]
  - 裏サンデー（2012-）[1]
  - サンデーうぇぶり（2016-）[1]※『クラブサンデー』掲載作品が移籍
  - ちゃおプラス（2023[5]-）ちゃおランドからリニューアル
  - フラコミlike!（2024-）※Link-U Technologiesとの共同運営
  - コロコロオンライン内「週刊コロコロコミック」（2022-）
  - ビッコミ（2023[6]-）※コミチとの共同運営
- 祥伝社
  - FEEL web（2021-）[1]
- 新書館
  - ウェブマガジン ウィングス（2009-）
- 新潮社
  - くらげバンチ（2013-）[1]
- スクウェア・エニックス
  - ガンガンONLINE（2008-）[1]
- スターツ出版
  - ノベマ！内コミックコーナー
  - Berry's Cafe内コミックコーナー
  - nochigo内コミックコーナー
- スポマ
  - スポマ（2008-）※スポーツ漫画・イラストサービス
- 星海社
  - 最前線【ツイ4】（2010-）
- 青林工藝舎
  - 放電横丁（2013-）
- 世界文化ブックス
  - コミックカルラ（2022-）[1]※2023年からコミチとの共同運営
- 宝島社
  - このマンガがすごい!WEBサイト内（2014-）
- 竹書房
  - まんがライフWIN（2009-）[1]※2012年2月までライブドアとの共同運営
  - WEBコミックガンマ（2013-）[1]※『まんがライフWIN+』から作品移籍
  - すくすくパラダイスぷらす（2011-）
  - ストーリアダッシュ（2017-）[1]※『まんがライフSTORIA’』より改称
  - WEBコミックガンマぷらす（2018-）[1]
- TOブックス
  - コロナEX（2022-）[1]
- 電脳マヴォ合同会社
  - 電脳マヴォ（2012-）
- トゥーヴァージンズ
  - 路草（2021-）
- 徳間書店
  - COMICリュウ（2011-2012,2015-）
- 日本文芸社
  - Webゴラク（2013-）
- バーグハンバーグバーグ
  - オモコロサイト内（2005-） ※2010年8月まではpaperboy&co.が運営
- パイ インターナショナル
  - PIE COMICS（2023[7]-）
- 白泉社
  - マンガPark（2017-）[1]
  - マンガラボ！（2019-）※漫画投稿サイト
  - ヤングアニマルWeb（2023[8]-）※コミチとの共同運営
- 株式会社はてな
  - マンガノ（2021-）※漫画投稿サイト、集英社との共同運営
- ヒーローズ
  - コミプレ（2020-）
- ピクシブ
  - pixivコミック（2012-）[1]※複数のウェブコミック誌が設けられている。
- 一二三書房
  - コミックポルカ（2018-）[1]※SANKYOとの共同運営
  - コミックノヴァ（2021-）[1]
- Vスクロールコミックス
  - Vコミ（2016-）[1]
  - 恋きゅんまんが[1]
- ブシロードクリエイティブ
  - コミックグロウル（2023-）[1]※コミックブシロードWEB（2021-）からリニューアル
- 双葉社
  - がうがうモンスター＋（2019-）[1]
  - webアクション（2020-）[1]
- ブックウォーカー
  - ニコニコ漫画（2010-[1]）※「ニコニコ漫画（公式）」以外にも複数のウェブコミック誌が設けられている。コミック誌公式配信＆漫画投稿サイト。
- フレックスコミックス
  - COMIC メテオ（2012-）※『FlexComixブラッド』・『FlexComixネクスト』（フレックスコミックス）を吸収合併、2013年3月まではジー・モード、2017年頃まではアプリックスより配信
  - COMIC ポラリス（2012-）※『FlexComixフレア』（フレックスコミックス）から一部作品が移籍、2013年3月まではジー・モード、2017年頃まではアプリックスより配信
- ぶんか社
  - マンガよもんが（2019-）[1]※スマートフォン専用サイトとして開始、2024年3月よりPCに対応
- 文藝春秋
  - BUNCOMI※文春オンライン内のコミックページ名をリニューアル
  - CREAコミックエッセイルーム（2010-）
- 芳文社
  - コミックトレイル（2019-）[1]
  - COMIC FUZ（2019-）[1]
- ホーム社
  - COMIC OGYAAA!!（2022-）[1]
- ホビージャパン
  - ファイアCROSS【コミックファイア】 ※2016年8月29日に『コミックHJ文庫』（2014-）から「コミックファイア」にリニューアル、2019年9月ファイアCROSSに移転リニューアル
- マイクロマガジン社＆コミチ
  - ライコミ（2023[9]-）※コミチとの共同運営。コミックライド（2016-）からリニューアル
- マガジンハウス
  - SHURO（2023[10]-）
- マッグガーデン
  - MAGCOMI（2015-）[1]
  - MAGKAN（2018-）※2024年3月よりコミチとの共同運営。
- 株式会社マンガボックス
  - マンガボックス（2013-）※2020年まではディー・エヌ・エーより配信
- まんだらけ
  - まんだらけWEBコミック ラザ（2015-）
- 株式会社４コマgram
  - 4コマgram
- LINE Digital Frontier
  - LINEマンガ（2014-）[1]
- リイド社
  - リイドカフェ（2013-）[1]
  - トーチweb（2014-）[1]
  - コミックボーダー（2018-）[1]
- RelatyLS
  - full%～フルパーセント～[1]※漫画投稿サイト。
- レインボーエンタテインメント
  - MEETIAサイト内（2016-）
- レジンエンターテインメント
  - レジンコミックス（2015-）
  - BeLToon　(2022-)
- レベルファイブ
  - マンガ5（2020-）[1]
- 六式
  - マンガ読破！（2013-／Web版2014-）[1]　※2014年頃まではホームページシステムより配信
  - 恋するマンガ（2016-／Web版2018-）[1]
- ワニブックス
  - WANI BOOKS NewsCrunch内コミックコーナー

## 定期配信終了

### 主にウェブサイトにて配信（終了）
- アイティメディア
  - ITmedia eBook USERサイト内（2012-2015）
- 秋田書店
  - 週刊少年チャンピオンTHE WEB（2010-2011）
  - Champion タップ!（2013-2018）
  - チャンピオンクロス（2014-2018）
    - 上記2つが統合されてマンガクロスに移行
- イーブックイニシアティブジャパン
  - みんなのコミック（2015-2018）
- 一迅社
  - ぱれっとonline（2011-2015）
- 潮出版社
  - WEBコミックトム（2012-）
- エブリスタ
  - 少年エッジスタ（2013-）
  - eヤングマガジン（2014-）※講談社との共同運営、2015年12月18日に『ヤングマガジン海賊版』からリニューアル
- エンターブレイン
  - コミックビーズログ エアレイド（2009-2012）※『B's-LOG COMIC』へ吸収合併
  - amaro Trial Comic（2012-2013）
- AWESOME JAPAN
  - 4KOMA PARTY（2013-2014）
- ODDS
  - パチンコパチスロコミックNET（2012-2014）
- オーバーラップ
  - コミッククリエ（2019-2023）※webサイト内での配信を終了、以降pixivコミックとコミックシーモアで配信
- 画屋
  - まんがキャプチャー（2008-2012）
- 学研パブリッシング
  - Manga Samurai Style（2013-2015）
- KADOKAWA
  - 電撃D-MANGAオンライン（2012-2015） ※2013年9月まではアスキー・メディアワークスより配信
  - COMIC it（2015-2018）　
  - マジキューコミックス公式サイト（2008-）※2013年9月まではエンターブレインより配信
  - コミッククリア（2009-）※同上、2009年5月29日から10月28日まではウェブサイト固有の名称は無く、2016年5月13日に『ファミ通コミッククリア』からサイト名変更
  - キトラ（2014-）※webサイト内での作品の新規配信を終了、サイトはレーベルサイトと存続
- 講談社
  - e-manga（1997-1999、2000-2008）※1999年までは『MORNING ONLINE』の名称
  - MiChao!（2006-2009）※掲載作品は携帯コミックサイト講談社コミックプラスや『ネメシス』へ移籍
  - モーニング公式サイト（2008-2013）※掲載作品は『モアイ』で継続
  - マガラボ（2012-2014） ※掲載作品は『新雑誌研究所』へ移籍
  - 月刊少年シリウス公式サイト（2005-2014）
  - デジキス（2009-2014）
  - 新雑誌研究所（2014-2015）
  - モアイ（2013-2023）
  - マガジンデビュー（2018-2023）※漫画投稿サイト
- 光文社
  - マンガコミソル（2021-2023）[1]※掲載作品はCOMIC熱帯へ移籍
- 壽屋
  - HOBINO（2009-年内定期配信終了）
- コミックハウス
  - 少年ソリッド（2008-2012）
- サーチフィールド
  - 日刊漫画サーチフィールド（2010-2011） ※ライブドアとの共同運営
- サントリーホールディングス
  - ふんわり妄想マンガシアター（2016-）
- C2C
  - Breman（2012-2013） ※海外の漫画作品を配信
- 資生堂
  - d-comic（2009-2011）
- シフトワン
  - ENSOKU STORE（2014-2017）
- 集英社
  - ジャンプデジタルマンガ（2004-2007）
  - ウルトラジャンプエッグ（2007-2011）※ウルトラジャンプ公式サイト内へ吸収合併
  - 週刊ヤングジャンプ公式サイト（2010-2012）
  - アオハルオンラインbeta（2011-2013）※2012年11月30日に『アオブロ!』からリニューアル
  - ウルトラジャンプ公式サイト（2011-2014）※『ウルトラジャンプエッグ』掲載作品が移籍
  - スーパーダッシュ&ゴー!公式サイト（2013-2014）
  - ふんわりジャンプ（2016-）
- 主婦と生活社
  - WEBコミックPASH!（2011-2015）
- 主婦の友社
  - コミカワ（2010-2012,2015-2020）
- 小学館
  - WEBイキパラCOMIC（2013-2014）
  - クラブサンデー（2008-2016）※2009年3月25日に『ソク読みサンデー』から名称変更。連載作品は『サンデーうぇぶり』へ移籍。
- 祥伝社
  - FEEL YOUNG公式サイト（2004-2009）
- 少年画報社
  - Webヤングキング（2012-）
- スターツ出版
  - マンガマルシェまんまる。（2010-2012）※2012年7月2日にサイバード運営『ajaマンガ』から名称・運営会社変更。後に商業作品は『marun』（同年12月20日開設）へ移籍。
  - marun（2012-2013）
- ZERO ONE ENTERTAINMENT
  - 漫画ゼロワン（2009-2010）
- ソフトバンクパブリッシング
  - ZDNet Japan WEB COMICS（1997-1999） ※1998年まではソフトバンクが運営
  - RASPBERRY公式サイト（2002-2003）
  - GA Graphicサイト内（2000-2004）
- 創作工房
  - miere（2017-）※BL誌
- ソニー・デジタルエンタテインメント・サービス
  - comicエスタス（2016-）
- 竹書房
  - マンガ・オブ・ザ・デッド（2011-2012）
  - まんがライフWIN+（2012-2014）※掲載作品のほとんどはWEBコミックガンマへ移籍
  - ゆるっとCafe（2011-）※2012年2月まで『まんがライフWIN』内でライブドアとの共同運営
- ダンガン
  - コミック・ダンガン（2011-）※単行本はワニブックスより発売、2014年11月まではホビージャパンが運営
- TINAMI
  - ちなこみ（2005-2011）
- 中央公論新社
  - マンガアンソロジー谷崎万華鏡（2015-2016）
- テラネッツ
  - MECL（2008-2009）
- 電通
  - MANGAPOLO ZERO（2014-2015）
- 凸版印刷
  - viEw zine（1996-1998）
- 虎の穴
  - コミホリA（2008-2010）※成年向け
  - コミックHOLIC（2007-2013）
- 白泉社
  - LaLaメロディonline（2013-2015）
  - 花LaLa online（2012-2017） ※2015年4月3日に『LaLaメロディonline』を吸収した上で『花とゆめONLINE』からサイト名変更
  - ヤングアニマルDensi（2013-2017）
  - 楽園 Le Paradis WEB増刊（2009-2022）※2022年に電子コミック誌版に一本化
- バンダイチャンネル
  - TORNADO BASEサイト内（2008-年内定期配信終了）
- バンダイナムコゲームス
  - SHIFTYLOOK（2012-2014）※海外の漫画作品を配信
- バンダイビジュアル
  - Webコミックゲッキン（2009-2012）※2010年10月1日に『YOMBAN』から名称変更
- フジテレビジョン
  - 少年タケシ（1998-2012）
- 双葉社
  - COMIC SEED!（2002-2005、2006-2008）※2005年まではぺんぎん書房及びファミマ・ドット・コムから配信
  - 双葉社Webマガジン（2001-2013）※一般掲載作品は『WEBコミックアクション』へ移籍
    - 双葉社Webマガジン アダルトコミックス（2009-2014）※成年向け、掲載作品は『アクションピザッツ』公式サイトへ移籍

  - WEBコミックハイ!（2008-2013）※掲載作品は『WEBコミックアクション』へ移籍
    - 乙女ハイ!（2011-2013）

  - 漫画アクション公式サイト（web漫画アクション→web漫画アクション堂）（2007-2013）※掲載作品は『WEBコミックアクション』へ移籍
  - WEBコミックアクション（2013-2020）※掲載作品は『webアクション』へ移籍
    - ルパン三世officialマガジン（2016-）
- フーモア
  - コミックエス（2016-2022）[11]
- 復刊ドットコム
  - ecrii 絵物語（2013-2014年内再開設-） ※2015年3月頃までは飛鳥新社から配信
- ブックウォーカー
  - ブックウォーカー公式サイト内（2012-2013） ※『月刊コミックゲートアッパー』の定期配信終了につき一部作品が移籍
- フリーハンド
  - 0comi（2013-） ※2015年1月に『0maga』から『MANGAnia』リニューアルしてアプリ形式からウェブサイト形式へ移行後、同年11月に現在の誌名へ
- ブロッコリー
  - ぶろ☆こみ（2004-2005）
- 芳文社
  - まんがタイムWAVE（2010-2011） ※ライブドアとの共同運営。『まんがタイム』公式サイトから「フレッシュ!4コマギャラリー」の作品を移行したもの
  - まんがタイムきらら公式サイト（2006-2012）
  - つぼみwebコミック（2011-2013）
- ホーム社
  - ぷら@ほ〜む（2008-2016） ※2012年7月17日まではウェブコミック誌の固有の名称は無かった。後継サイトは『スピネル』など
  - Z（2013-） ※2017年4月14日に『画楽ノ杜』からリニューアル
  - スピネル（2016-2022）
  - ねこねこ横丁（2016-2022）
  - イチゴミン（2016-2020） ※サンリオとの共同運営
- ポニーキャニオン
  - ぽにマガ（2014-2019）[リンク切れ]
- ホビージャパン
  - ほびーちゃんねるコミックコーナー（2010-2012）
- マイクロマガジン社
  - マンガごっちゃ（2010-2020）
- MAGIA
  - MangaX（2015-2019）
- マッグガーデン
  - ブレイドオンライン（2012-2014）※掲載作品は『月刊コミックブレイド』で継続
  - アヴァルスオンライン（2012-2014）※掲載作品は『月刊コミックアヴァルス』で継続
- ムービック
  - WEBマガジンM3（2000-2003）
- メディア・マジック・パブリッシング
  - RENOBANK（2012-2014）
- メディアワークス
  - 電撃Webコミック くりまん（2003-2007）
- モビーダ・エンターテインメント
  - WEB★ブラッド（2006-年内定期配信終了）※掲載作品は『FlexComixブラッド』（フレックスコミックス）へ移籍
- ライブドア
  - livedoor デイリー4コマ（2005-2011）
    - まんがタイムWAVE（2010-2011）※芳文社との共同運営
    - 日刊漫画サーチフィールド（2010-2011）※サーチフィールドとの共同運営
    - まんがライフWIN（2009-2012）※『livedoor デイリー4コマ』内にて竹書房と共同運営していたが、2012年3月より竹書房の単独運営に移行
      - ゆるっとCafe（2011-2012）
- リブレ出版
  - クロフネZERO公式サイト（2008-2012） ※『クロフネZERO』・『クロフネ百』へ継続
  - クロフネZERO（2012-2016） ※『クロフネ』へ継続
    - クロフネ百（2012-2016） ※『クロフネ』へ継続
- ワニブックス
  - WEBコミックガム（2015-2020）